# Black Night: Deep Purple Tribute
Black Night: Deep Purple Tribute è un album tributo di vari artisti ai Deep Purple, pubblicato nel 1997.

## Tracce
1. Black Night (Calhoun, Moore, Pitrelli, Stevens) - 4:40
2. Strange Kind of Woman (Calhoun, Kotzen, Pitrelli, Stevens) - 4:07
3. Fireball (Calhoun, Glover, Kotzen, Pitrelli) - 4:23
4. Smoke on the Water (Blackman, Calhoun, Kotzen, Stevens) - 5:40
5. Child in Time (Calhoun, Harnell, Kotzen, Stevens) - 8:55
6. Woman from Tokyo (Harnell, Turner, Kotzen, Stevens, Calhoun, Worrell) - 6:09
7. Space Truckin' (Blackman, Harnell, Kotzen, Stevens) - 4:57
8. Stormbringer (Blackman, Kotzen, Stevens, Turner) - 4:08
9. Speed King (Calhoun, Moore, Pitrelli, Stevens) - 3:32
10. Burn (Glover, Gregory, Loudamp, Romaine) - 6:36
11. Deep Purple NY (Calhoun, Kotzen, Stevens, Worrell) - 1:54

## Formazione
Cast musicale
- Cindy Blackman - batteria
- Will Calhoun - batteria
- Corey Glover - voce
- Simon Gregory - chitarra ritmica, chitarra solista
- Tony Harnell - voce
- Richie Kotzen - chitarra ritmica, chitarra solista, voce
- Lars Y. Loudamp - chitarra
- Vinnie Moore - basso, chitarra
- Al Pitrelli - chitarra ritmica, chitarra solista
- Van Romaine - batteria
- Stevie Salas - chitarra
- T.M. Stevens - arrangiamenti, basso, batteria, produzione, rap, voce
- Joe Lynn Turner - voce, chitarra
- Bernie Worrell - tastiere

Cast tecnico
- Cobra F. Endo - produttore
- Mark Mason - ingegnere del suono
- Ken Feldman - assistente ingegnere del suono
- Scull Greg - assistente ingegnere del suono
- Carlos Grier - masterizzazione
- Kaoru Cherry Hulsey - assistente produttore
- Patrick Muephy - ingegnere del suono, missaggio
- Mike Shipley - ingegnere del suono, missaggio
- Sam F. Sugimoto - fotografia
- Hideo Takeyama - supervisore tecnico
- Toshiyuki Yoshie - produttore esecutivo
- Zeek - assistente ingegnere del suono